# Wilhelm Geisler
Wilhelm Geisler (* 1. Februar 1935 in Nievenheim, Dormagen) ist ein deutscher Anglist, Fachdidaktiker und Hochschullehrer.

## Leben und Wirken
Nach seiner Reifeprüfung 1960 in Düsseldorf studierte Wilhelm Geisler von 1960 bis 1964 Anglistik, Philosophie und Katholische Theologie an der Universität Bonn und legte dort das erste Staatsexamen für den höheren Schuldienst ab. Zunächst arbeitete er im Schuldienst und legte das zweite Staatsexamen 1967 in Düsseldorf ab, wo er von 1965 bis 1972 als Gymnasiallehrer tätig war. 1972 wurde er Studienrat im Hochschuldienst an der Gesamthochschule Essen und 1976 Akademischer Oberrat. Im Jahre 1977 promovierte er an dieser Universität, dort war er von 1972 bis 1978 für die Leitung der Fernstudien zuständig war. 1986 habilitierte er sich an der Universität Dortmund für die Didaktik der englischen Sprache. Weiterhin lehrte er an der Universität Duisburg-Essen; 1992 hatte er eine Lehrstuhlvertretung an der Universität Osnabrück (Abt. Vechta) inne.
In seinen Veröffentlichungen behandelt Geisler vor allem Themen der Fachdidaktik im Englischunterricht.

## Veröffentlichungen (Auswahl)
- Die Erforschung fremdsprachlicher Leistungen mit statistischen Methoden und Verfahren der elektronischen Datenverarbeitung. Dargestellt am Beispiel des Englischunterrichts an der Hauptschule (= Europäische Hochschulschriften, Reihe 11, Bd. 56). Lang, Frankfurt/M. 1978, ISBN 3-261-02502-6 (= Dissertation Gesamthochschule Essen).
- Zur empirischen Überprüfung und Überprüfbarkeit von Globalmodellen in der Fremdsprachenunterrichtsforschung. In: Die neueren Sprachen, Bd. 82 (1983), H. 3, S. 240–256.
- Die anglistische Fachdidaktik als Unterrichtswissenschaft. Zur empirischen Erforschung der Lernbedingungen und des Lernerfolgs im Englischunterricht (= Europäische Hochschulschriften, Reihe 14, Bd. 166). Lang, Frankfurt/M. 1987, ISBN 3-8204-9729-3 (= Habilitationsschrift Universität Dortmund).
- Forschungsperspektiven in der anglistischen Fachdidaktik (= Europäische Hochschulschriften, Reihe 14, Bd. 206). Lang, Frankfurt/M. 1989, ISBN 3-631-42405-1.
- Fremdsprachenlernen zwischen Affekt und Kognition. Bestandsaufnahme und Perspektivierung. In: Zeitschrift für Fremdsprachenforschung, Bd. 8 (1997), H. 1, S. 79–93.
- Überlegungen zur Theorie der Praxis und der Praxis der Theorie des schulischen Fremdsprachenerwerbs. In: ders. (Hrsg., mit Gisela Hermann-Brennecke): Zur Theorie der Praxis & Praxis der Theorie des Fremdsprachenerwerbs (= Hallenser Studien zur Anglistik und Amerikanistik, Bd. 4). LIT, Münster 1998, S. 21–34, ISBN 3-8258-3840-4.
- In den Spuren von Henry Moore / In the footsteps of Henry Moore. Geisler, Essen 2005, ISBN 3-9810077-0-0.